# Dżabal al-Akra
Dżabal al-Akra (arab. ‏جبل الأقرع‎, Ǧabal al-Aqraʿ; tur. Keldağ, Kel Dağı, Kılıç Dağı) – masyw górski położony u wschodnich wybrzeży Morza Śródziemnego, na granicy między Turcją a Syrią.
Granica państwowa między Turcją (prowincja Hatay) a Syrią przebiega na południowym stoku góry. Wierzchołek znajduje się po tureckiej stronie i znajdują się na nim instalacje militarne. Wysokość jest różnie podawana przez różne źródła i zawiera się pomiędzy 1717 a 1740 m n.p.m.
Dżabal al-Akra znajduje się w obszarze granicznym między płytami tektonicznymi i u jej genezy leży działalność wulkaniczna. Znaczna część masywu jest zbudowana ze skał węglanowych, w których zachodzą zjawiska krasowe. Skutkuje to m.in. brakiem stałych cieków wodnych na powierzchni oraz występowaniem jaskiń.
Na obszarze góry występuje klimat śródziemnomorski z chłodnymi i deszczowymi zimami oraz suchymi, gorącymi latami. Opady w pobliskim mieście Samandağ wynoszą 888 mm rocznie, a średnia roczna temperatura wynosi 19 st C. Cały wierzchołek góry pokryty jest jedynie skałami i trawami (skąd pochodzą współczesne nazwy góry znaczące "łysa góra"), poniżej, na zboczach, dominują trawy oraz śródziemnomorska makia.
Dżabal al-Akra była od starożytności przez różne cywilizacje traktowana jako święta góra oraz występowała pod bardzo różnymi nazwami.
Huryci i Hetyci w starożytności nazywali górę Hazzi i czcili na niej Teszuba, boga burzy lub przysiąg. Na górze czczono również Baala i Zeusa i nosiła ona między innymi nazwy: Sapon, Casius, Cassius, Kasios, Góra Zbierająca Burze, albo Olimp Bliskiego Wschodu.
Na wschodnim zboczu góry znajdują się ruiny starożytnego, chrześcijańskiego klasztoru św. Barłaama. Na południe, po syryjskiej stronie leży Kassab, miejscowość turystyczna zamieszkana od średniowiecza, w większości przez Ormian.